# Horst Morokutti
Horst Morokutti es un esquiador paralímpico austríaco. Representó a Austria en cuatro Juegos Paralímpicos de invierno y en total ganó una medalla de oro, cuatro de plata y una de bronce.

## Carrera
Representó a Austria en esquí alpino en los Juegos Paralímpicos de Invierno de 1976 y 1980. También representó a su país en esquí de fondo en los Juegos Paralímpicos de invierno de 1980, 1984 y 1988. 
Su victoria en el evento combinación alpina IV B de 1976 formó parte de un barrido de medallas al obtener la medalla de oro, mientras que Adolf Hagn y Willi Berger, ambos representantes de Austria, ganaron la medalla de plata y bronce respectivamente. Ganó una medalla en cada evento en el que compitió en los Juegos Paralímpicos de invierno de 1976. También ganó medallas en los juegos de invierno de 1980 y 1984, pero no en los Juegos Paralímpicos de 1988.

## Palmarés
| Año  | Competencia                          | Ubicación            | Posición      | Evento                                  | Registro    |
| ---- | ------------------------------------ | -------------------- | ------------- | --------------------------------------- | ----------- |
| 1976 | Juegos Paralímpicos de Invierno 1976 | Örnsköldsvik, Suecia | primer lugar  | Combinación Alpina Masculina IV B       | 0: 30.00    |
| 1976 | Juegos Paralímpicos de Invierno 1976 | Örnsköldsvik, Suecia | segundo lugar | eslalon gigante IV B masculino          | 3: 21,67    |
| 1976 | Juegos Paralímpicos de Invierno 1976 | Örnsköldsvik, Suecia | segundo lugar | eslalon IV B para hombre                | 1: 46,33    |
| 1980 | Juegos Paralímpicos de Invierno 1980 | Innsbruck, Austria   | segundo lugar | Relevo 4x5 km masculino 3A-3B           | 1: 28: 50.0 |
| 1984 | Juegos Paralímpicos de Invierno 1984 | Innsbruck, Austria   | segundo lugar | Media distancia, hombres 10 km LW5 / 7  | 0: 42: 09.1 |
| 1984 | Juegos Paralímpicos de Invierno 1984 | Innsbruck, Austria   | tercer lugar  | Corta distancia de hombres 5 km LW5 / 7 | 21: 28,9    |